# Hilde Adler
Hilde Adler (geb. 21. September 1885 als Hilde Hirsch in Bruchsal, Baden; gest. 4. Februar 1983 in Atlanta (Georgia)) war eine deutsche Ärztin. Vor der erstarkenden Judenverfolgung im Nationalsozialismus emigrierte sie 1933 nach Brasilien.

## Leben
Hilde Adlers Vater, Ludwig Hirsch, war Kaufmann. Der Name der Mutter ist nicht bekannt. Sie besuchte die Von Prieser'sche Töchterschule und das Mädchen-Gymnasium zu Stuttgart. Ihr Abitur machte sie 1908 am Gymnasium Cannstatt. Ab Herbst 1908 studierte sie Medizin in Tübingen, wo sie 1911 die Vorprüfung bestand. In München setzte sie ihr Studium für ein Semester fort, dann in Freiburg i. Br. Dort legte sie 1913 ihr Staatsexamen ab. Sie war Medizinalpraktikantin am Rudolf-Virchow-Krankenhaus in Berlin und an der Universitätsklinik in Freiburg, bevor sie 1914 die Approbation erhielt und dann in Freiburg als Assistenzärztin in der Chirurgie arbeitete. 1915 wurde sie promoviert. Ihre medizinische Dissertation verfasste sie zum Thema Erfahrungen mit der Magnesiumsulfatbehandlung des Tetanus bei Kriegsverletzungen.
Am 31. Dezember 1913 heiratete sie den Rechtsanwalt Jakob Adler (1885–1964). Das Paar zog 1917 nach Stuttgart, wo am 19. September desselben Jahres die gemeinsame Tochter Irene Hilde zur Welt kam. Über Hilde Adlers Berufstätigkeit in Stuttgart ist nur der Eintrag im Württembergischen Ärzteverzeichnis bekannt, in dem sie als „Praktische Ärztin ohne Geburtshilfe in der Schottstraße 147, ohne Praxis, Fernsprechanschluß 27168“ aufgeführt war.
Hilde Adler war Jüdin und engagierte sich in der Israelitischen Gemeinde in Stuttgart, die sie von 1924 bis 1929 als Abgeordnete in der Israelitischen Religionsgemeinschaft Württemberg vertrat. Sie war Mitglied im Bund Deutscher Ärztinnen (BdÄ), 1927 stellvertretende Vorsitzende und Delegierte zur Facharbeitergemeinschaft des Bundes Deutscher Frauenvereine für soziale Arbeit. 1928 wurde sie in den Jugendausschuss gewählt. Sie schrieb frauenpolitische Artikel u. a. für die Zeitschrift Die Frau. Zwei als bedeutend geltende Aufsätze von Hilde Adler zur Abtreibungsfrage (1920 und 1924) stellten sie neben Aktivistinnen der bürgerlichen Frauenbewegung, wie Anna Pappritz, die für eine Strafrechtsreform des § 218 eintraten. In einem Artikel in der Vierteljahresschrift des BdÄ von 1927 sah sie die Möglichkeit der Vereinbarkeit von Beruf und Ehe für Frauen skeptisch, vor allem wenn es sich um geistige Beruf handelte. Im Juni 1931 hielt sie im BdÄ einen Vortrag zum Thema „Doppelverdiener“.
Unter dem Nationalsozialismus sank Württemberg aufgrund der Gleichschaltung zu einer Provinz des nun zentralistisch organisierten Deutschen Reichs herab. Durch Reichsgesetze und Verordnungen wurden Juden zunehmend entrechtet, diskriminiert und verfolgt. Von Berufsbeschränkungen betroffen waren ab 1933 vor allem jüdische Rechtsanwälte und Ärzte. Hilde und Jakob Adler entschlossen sich Deutschland zu verlassen. Der gemeinsame Haushalt wurde aufgelöst, die Tochter kam für ein Jahr in ein Internat in der Schweiz. Die NS-Raubgutforschung der Württembergischen Landesbibliothek ergab, dass die Familie Adler ihren Besitz nicht aus Geldmangel verkaufen musste, um die Flucht zu finanzieren. Hilde Adler fuhr im Mai 1933 voraus. Sie nahm die Bahn von Stuttgart nach Hamburg, wo sie sich auf einem Dampfer der Norddeutschen Lloyd nach Rio de Janeiro einschiffte. 1934 folgte ihr Mann mit der 16-jährigen Tochter. In Brasilien konnten Hilde und Jakob Adler nicht mehr in ihren Berufen tätig sein. Jakob Adler wurde Teilhaber einer Weberei in Petrópolis. 1949 übersiedelten sie zu ihrer Tochter in die USA. Im Alter von 98 Jahren starb Hilde Adler in Atlanta.

## Publikationen
- Erfahrungen mit der Magnesiumsulfatbehandlung des Tetanus bei Kriegsverletzungen, Verlag Speyer & Kaerner, Freiburg i. Br. 1915
- Freigabe der Vernichtung des keimenden Lebens. In: Die Frau, 1920/21, S. 200
- Zur Frage des § 218 StGB. In: Die Frau, 1924/25, S. 171–175
- Beruf und Ehe. In: Vierteljahresschrift des Bundes Deutscher Ärztinnen, 3/1927, S. 11–14
- Die Gesunderhaltung der Frau im Beruf (=Band 3 der Schriftenreihe der Deutschen Akademie für soziale und pädagogische Frauenarbeit in Berlin), zusammen mit Marie-Luise Rehm, F. A. Herbig, Berlin 1927